# Künstlergruppe Shirakaba
Die japanische Künstlergruppe Shirakaba (japanisch 白樺派), benannt nach ihrer Zeitschrift Shirakaba, die sie zwischen 1910 und 1923 herausgab, war ein Zusammenschluss junger japanischer Intellektueller, die sich mit moderner Literatur und Kunst beschäftigte.  

## Die Gruppe
Mushanokōji Saneatsu und Shiga Naoya, die sich von der Ausbildungsstätte der japanischen Adeligen, dem Gakushūin, kannten, planten ab 1907 eine Zeitschrift herauszugeben, die nicht nur moderne japanische Literatur und Kunst vorstellen sollte, sondern die auch über die Entwicklung in Europa auf diesen Gebieten berichten sollte. Ende 1907 beschloss die Gruppe, zu der auch Ōgimachi Kinkazu (正親町公和) und Kinoshita Rigen, die ebenfalls das Gakushuin besucht hatten, gestoßen waren, auf Vorschlag Shigas, die geplante Zeitschrift „Shirakaba“ („Die Birke“) zu nennen. die Wahl fiel diesen Baum, da er nicht traditionell-japanisch besetzt war und durch seine Schwarzweiß-Zeichnung auch graphisch auffiel. Für das erste Heft der Zeitschrift, die ab 1910 erschien, konnte man Natsume Sōseki für einen Beitrag gewinnen. Das Titelblatt für die erste Ausgabe zeichnete Kojima Kikuo (児島喜久雄).
Weitere Mitglieder der Gruppe waren u. a. Satomi Ton, der Volkskundler Yanagi Muneyoshi, der Schriftsteller Sonoike Kin’yuki (園池公致), Miura Naosuke (三浦直介), die Brüder Arishima Takeo und Ikuma, Takamura Kōtarō, Nagayo Yoshirō, Koizumi Magane (小泉鉄), Kusaka Minoru (日下稔). Engen Kontakt zur Gruppe hatte der in Tokyo lebende Graphiker und später Töpfer Bernard Leach.

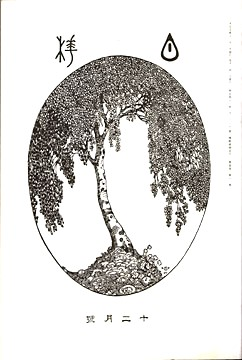
Umschlag März 1912 (von Heinrich Vogeler)

## Der Kontakt mit Worpswede
Die Künstlergruppe beschäftigte sich, was die europäische bildende Kunst betraf, mit der Moderne in Frankreich (u. a. Rodin), dem Jugendstil und Symbolismus in der Deutschland, in der Schweiz und in Österreich (Klinger, Böcklin, von Stuck). In Deutschland nahm man außerdem Kontakt auf zu Heinrich Vogeler. Wie dieser Kontakt zustande kam, lässt sich heute nicht mehr feststellen, 1910 wurde er zum ersten Mal in Japan ausgestellt. Erhalten sind Briefe ab Ende 1911 von Yanagi an Vogeler, in gutem Deutsch abgefasst. So schreibt er Hochverehrter Herr! Am 12. Dezember habe ich Ihr Portrait und siebenundsiebzig Radierungen mit herzlicher Freunde recht erhalten. Mit großer Ungeduld habe ich es meinen Freunden gemeldet...
- 1911 fand die Taisei-Ausstellung[Anm. 1] in der Reinanzakashita-Sankaidō eine Ausstellung statt, auf der Vogeler neben anderen Worpsweder Künstlern mit 14 Radierungen vertreten war. 1912 brachte die Gruppe ein Sonderheft (Band 2 Heft 12) über Vogeler heraus, in dem Radierungen und Ex Libris abgedruckt waren, zusammen 92 Abbildungen mit Preisangaben.
- 1912 erhielt Vogeler innerhalb der 4. Shirakaba Ausstellung einen eigenen Raum für 38 Radierungen.

Danach brach der Kontakt zu Vogeler ab, nach dem Kantō-Erdbeben 1923 löste sich die Gruppe auf. 1979 veranstaltete das auf Graphik spezialisierte Riccar-Kunstmuseum Tokyo eine Ausstellung für Vogeler, wobei auch Worpswede mit Fotos und Dokumenten aus der Künstlerkolonie (u. a. Rilke) vorgestellt wurde.